# 엘리카메라
엘리카메라(영어: Allycamera)는 대한민국 마포구와 서대문구에 위치한 필름 카메라 전시, 교육, 판매 등을 하는 기업체이다. 2014년 1월 1일 인터넷 쇼
핑몰로 시작하여, 2022년 6월 1일 주식회사 엘리필름으로 분리되어 사진처리(현상소), 필름 제조, 출판업이 추가되었다. 본점 이외 3군데의 지점이 있다.